# 里奇蒙公爵

里奇蒙公爵徽章

里奇蒙公爵（英語：Duke of Richmond），
大陸譯作、臺灣譯作、香港譯作，得名于北约克郡的里士满和它附近的里士满郡。它在都铎王朝和斯图亚特王朝时授于皇室成员。

## 里奇蒙公国历史
里奇蒙公国第一次授于都铎的亨利八世的私生子亨利·菲茨罗伊（称里奇蒙和索美塞得公爵Duke of Richmond and Somerset）她的母亲是伊莉莎白·布伦特（Elizabeth Blount）。他于1536年去世后，无继承人而被废除。
第二代伦诺克斯公爵（參看伦诺克斯）卢多维克·斯图尔特（1574－1624），1616年被授于里奇蒙伯爵，1623年升为里奇蒙公爵，他是斯图亚特王朝伦诺克斯家族成员。他1624年去世後爵位废除，但他的苏格兰头衔被移交给他弟弟马奇伯爵伊斯米。伊斯米之子詹姆斯·斯圖亞特，第四代倫諾克斯公爵(1612-1655)1641年被授于里奇蒙公爵，这两个公国再次联合。1672年，詹姆斯的侄儿查爾斯·斯圖亞特，第六代倫諾克斯公爵去世，他是第三代里奇蒙公爵和第六代伦诺克斯公爵，里奇蒙公国再次废除。
第三授封在1675年8月，查理二世将此头衔授于查尔斯·伦诺克斯，他是查理二世與其情婦樸次茅斯女公爵路易丝·德·克罗亚勒(Louise de Keroualle)的私生子。查尔斯·伦诺克斯在一个月后另外被授予伦诺克斯公爵。查尔斯之子也叫查尔斯，1734年继承了他祖母的法国头衔欧比尼公爵（法国的Aubigny-sur-Nère地区）。
第六代里奇蒙和伦诺克斯公爵1876年又增加了戈登公爵爵位（看克兰·戈登（Clan Gordon））。至此公爵拥有三个（四个，如果加上欧比尼公爵）公国，比任何其他人都多。里奇蒙、伦诺克斯和戈登公爵正常的头衔是里奇蒙和戈登公爵Duke of Richmond and Gordon。戈登公国未获得前称里奇蒙和伦诺克斯公爵Duke of Richmond and Lennox.
附带的头衔：马奇伯爵Earl of March （1675年授），达恩利伯爵Earl of Darnley（1675年），金拉拉伯爵Earl of Kinrara （1876年），塞特林顿男爵Baron Settrington（塞特林顿在约克县）（1675年），和托博尔顿勋爵Lord Torbolton（1675年）。马奇伯爵和塞特林顿男爵附属于英格兰的里奇蒙公国。达恩利伯爵和托博尔顿勋爵附属于苏格兰的伦诺克斯公国。金拉拉伯爵附属于英国贵族院的戈登公国。公爵的长子使用马奇和金拉拉伯爵Earl of March and Kinrara。戈登公国未获得前称马奇伯爵Earl of March.
家族的古德伍德宅第在西萨塞克斯郡（West Sussex）的奇切斯特（Chichester）附近。

## 里奇蒙和索美塞得公爵 (1525年)
- 亨利·菲茨罗伊，第一代里奇蒙和索美塞得公爵 (1519年-1536年)

## 里奇蒙公爵 (1623年第一次)
- 盧多維克·斯圖亞特，第二代倫諾克斯公爵，第一代里奇蒙公爵 (1574年-1623年)

## 里奇蒙公爵 (1641年第二次)
- 詹姆斯·斯图亞特，第四代倫諾克斯公爵，第一代里奇蒙公爵 (1612年-1655年)
- 埃斯米·斯图亞特，第五代倫諾克斯公爵，第二代里奇蒙公爵 (1649年-1660年)
- 查尔斯·斯图亞特，第六代倫諾克斯公爵，第三代里奇蒙公爵 (1639年-1672年)

## 里奇蒙公爵（1675年第三次）
- 查爾斯·倫諾克斯，第一代里奇蒙公爵，第一代倫諾克斯公爵（1672年－1723年）
- 查爾斯·倫諾克斯，第二代里奇蒙公爵，第二代倫諾克斯公爵（1701年－1750年）
- 查爾斯·倫諾克斯，第三代里奇蒙公爵，第三代倫諾克斯公爵（1735年－1806年）
- 查爾斯·倫諾克斯，第四代里奇蒙公爵，第四代倫諾克斯公爵（1764年－1819年）
- 查爾斯·戈登-倫諾克斯，第五代里奇蒙公爵，第五代倫諾克斯公爵（1791年－1860年）
- 查爾斯·戈登-倫諾克斯，第六代里奇蒙公爵，第六代倫諾克斯公爵，第一代戈登公爵（1818年－1903年）
- 查爾斯·戈登-倫諾克斯，第七代里奇蒙公爵，第七代倫諾克斯公爵，第二代戈登公爵（英语：Charles Gordon-Lennox, 7th Duke of Richmond）（1845年－1928年）
- 查爾斯·戈登-倫諾克斯，第八代里奇蒙公爵，第八代倫諾克斯公爵，第三代戈登公爵（英语：Charles Gordon-Lennox, 8th Duke of Richmond）（1870年－1935年）
- 弗雷德里克·戈登-倫諾克斯，第九代里奇蒙公爵，第九代倫諾克斯公爵，第四代戈登公爵（英语：Frederick Gordon-Lennox, 9th Duke of Richmond）（1904年－1989年）
- 查爾斯·戈登-倫諾克斯，第十代里奇蒙公爵，第十代倫諾克斯公爵，第五代戈登公爵（1929年－2017年）
- 查爾斯·戈登-倫諾克斯，第十一代里奇蒙公爵，第十一代倫諾克斯公爵，第六代戈登公爵（英语：Charles Gordon-Lennox, 11th Duke of Richmond）（b. 1955年）

爵位繼承人：查尔斯·戈登-伦诺克斯，马奇和金拉拉伯爵（b. 1994年）

## 其他
- 里奇菲尔德伯爵
- 纽卡斯尔伯爵

## 扩展阅读
- Tillyard, Stella. Aristocrats: Caroline, Emily, Louisa, and Sarah Lennox, 1740-1832. Farrar, Straus & Giroux, 1994.